# Suore benedettine olivetane (Cham)
Le Suore Benedettine Olivetane (in tedesco Olivetaner-Benediktinerinnen; sigla O.S.B. Oliv.), sono un istituto religioso femminile di diritto pontificio.

## Storia
Le origini dell'istituto sono legate alla congregazione della Divina Provvidenza di Baldegg. A causa della politica ostile ai religiosi del cantone di Lucerna, nel 1853 una comunità di suore di Baldegg, guidata dal fondatore Josef Leonz Blum, si trasferì a Cham, nel cantone di Zug.
Il 24 agosto 1862, con l'approvazione di Karl Arnold-Obrist, vescovo di Basilea, le suore di Cham si separarono dall'istituto di Baldegg e diedero inizio a una congregazione autonoma.
Tramite Heinrich von Rickenbach, monaco benedettino dell'abbazia di Einsiedeln e assistente spirituale della comunità di Cham, l'11 settembre 1892 la congregazione si affiliò agli olivetani.
Dalla loro missione aperta nel 1931 a Yanji, in Manciuria, e trasferita in Corea del Sud dopo l'instaurazione del regime comunista in Cina, ebbe origine un nuovo ramo dell'istituto, resosi poi indipendente.
La congregazione ricevette il pontificio decreto di lode l'11 ottobre 1963.

## Attività e diffusione
Le benedettine olivetane si dedicano all'assistenza all'infanzia, all'educazione della gioventù, alla cura degli infermi e alle opere missionarie.
La sede generalizia è il monastero di Heligkreuz a Cham.
Alla fine del 2015 l'istituto contava 71 religiose e una sola casa.